# Drosophila obscurata
Drosophila obscurata är en tvåvingeart som beskrevs av Johannes Cornelis Hendrik de Meijere 1911. Drosophila obscurata ingår i släktet Drosophila och familjen daggflugor.
Artens utbredningsområde är Taiwan och Java.